# Культура карпатских курганов
Культура карпатских курганов — археологическая культура позднеримского периода.
Первые памятники были открыты в конце XIX века, в отдельную археологическую культуру выделены М. Смишко. Название связано с курганным погребальным обрядом. Исследования проводили Т. Сулимирский, Я. Пастернак, М. Смишко, Л. Вакуленко. Раскопки велись на 10 поселениях и 30 могильниках.

## Генетические связи

### Происхождение
С. В. Назин, ученик В. А. Сафронова и О. Н. Трубачева, считает, что так как курганы данной культуры полностью совпадают с трансильванскими курганами (II—III в.) типа Кашольц — Кальбор (Caşolţ‑Calbor), то ее носители являлись мигрантами из римской провинции Дакии, которые, во время кризиса III века, переселились в Прикарпатье — под покровительство готов. В свою очередь, трансильванские курганы были оставлены переселенцами из Норика (селились в Восточной Дакии, то есть Трансильвании) и Восточной Паннонии (селились в Западной Дакии).

### Наследие
Культура карпатских курганов постепенно преображается в пражскую культуру — одним из ярких примеров этого является ряд изученных поселений на археологическом памятнике Кодин. И. О. Гавритухин предположил, что такое превращение произошло под воздействием славян пражской культуры, двигавшихся с северо-востока к Дунаю через Карпаты. С. В. Назин считает это невозможным, так как это предположение делает неясным происхождение самой пражской культуры — ее, в отличие от культур «пражского круга», невозможно вывести из киевской культуры, а попытки поиска ее корней в пшеворской культуре обречены на провал из-за восточногерманского характера последней. Ввиду того, что культура карпатских курганов является первой археологической культурой, которой присущи три основные отличительные черты последующих славянских культур (трупосожжения под курганами, квадратная землянка с печью-каменкой, являющейся подражанием кирпичной римской печи, а также посуда, «пражского» типа), С. В. Назин делает вывод о том, что именно данная культура впоследствии развилась в пражскую культуру.

## География

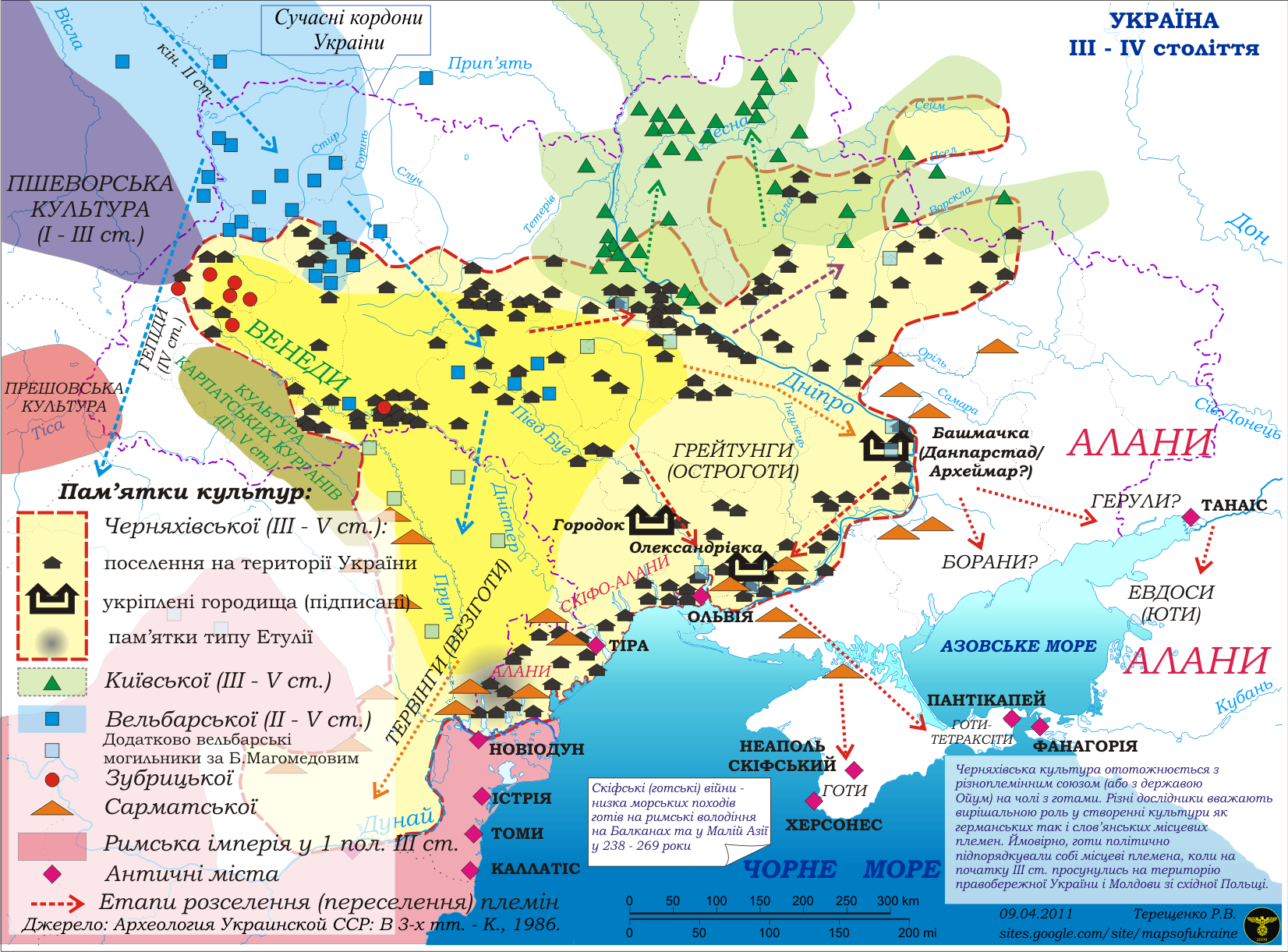
Распространение культуры карпатских курганов на территории Украины

Памятники культуры распространены в предгорных областях Восточных Карпат в верхних течениях Днестра, Сирета и Прута.

## Особенности культуры
Территория культуры карпатских курганов простирается узкой полосой между Карпатами, Днестром и верховьями Прута и распространена к западу от Карпат в Закарпатской обл. УССР, Румынии (северные и восточные районы Трансильвании) и Польше (ее подгорные районы). Селища и курганы этой культуры обнаружены почти в 150 пунктах. Поселения располагаются на невысоких речных берегах, на местах, пригодных для земледелия и скотоводства. Для них характерны наземные глинобитные дома, которые отапливались глинобитными печами или открытыми очагами, сложенными из камней. Реже на поселениях встречаются углубленные жилища.

Культура карпатских курганов имеет много общих черт с черняховской как в характере поселений и особенностях домостроительства, так и в формах гончарной посуды, в распространении провинциальноримских вещей (монеты, амфоры, краснолаковая и стеклянная посуда), в изделиях из металла (фибулы и др.) и кости (гребни). Вместе с тем культура карпатских курганов и черняховская имеют и значительные различия. Это сказывается прежде всего в разном характере могильников, заметно и в керамических комплексах. На селищах культуры карпатских курганов иногда преобладает лепная посуда, форма и орнаментация которой более разнообразны, нежели у черняховцев. Ряд форм лепной посуды (светильники с массивными ручками, конические миски с налепными шишками, выпуклобокие горшки с налепными валиками), характерных для культуры карпатских курганов, не встречается, за редкими исключениями, среди черняховских материалов. Гончарные чаши-вазы на высокой ножке типичны только для культуры карпатских курганов.

### Поселения
Поселения расположены на мысах, образованных течениями рек. Жилища — полуземлянки прямоугольной формы площадью 9-12 м ², глубиной 0,5-0,9 м. Имеются также хозяйственные постройки, хозяйственные ямы и очаги вне сооружениями. На поселениях возле пгт Печенижин и села Голынь (Калушского района) открыты гончарные горны, в с. Пилипы (Коломыйского района, Ивано-Франковской области) — комплекс зернохранилищ.

### Могильники
Могильники расположены на вершинах холмов и высоких берегах рек. Они насчитывают от 5-20 до 60-100 насыпей. Курганы куполообразной формы имели высоту 1-1,5 м и диаметр 10-12 м. Здесь обнаружены остатки земляных, каменных и деревянных подкурганных конструкций. Обряд погребения — сжигание трупов на месте захоронения. Погребальный инвентарь состоял из керамических сосудов-приставок, предметов убранства покойного (фибулы, пряжки, ожерелья и другие украшения) и личных вещей (ножи, орудия труда, костяные гребни, монеты).

### Хозяйство
О занятиях населения земледелием свидетельствуют найденные в курганах и на поселениях наральник, серп и, жернова, сосуды для хранения зерна и широкий ассортимент выявленных зерен обгоревших злаков. В керамическом комплексе изделий преобладает посуда, изготовленная на гончарном круге.
На широкие торговые связи, в основном с восточными римскими провинциями, указывают многочисленные находки античных амфор, римских монет, а также импортной стеклянной посуды.